# Airest
Airest (AS Airest) es una aerolínea estona que comenzó a operar en enero de 2002, operando vuelos regulares de carga y vuelos chárter de pasajeros en la ruta Tallin-Helsinki, desde 2002 para UPS como único enlace de UPS con Estonia.

## Airest desde 2012
Airest (Airest Inc) es una compañía estona privada de carga vinculada al transporte aéreo comercial de mercancías de acuerdo con el EU-OPS Parte 1.
Desde su sede central en Tallin, Airest proporciona servicios para aliados de carga del norte de Europa.
A comienzos de 2012 la Administración de Estonia de Aviación Civil (ECAA) otorgó un nuevo certificado de operaciones aérea a Airest Inc.
A finales de 2012 Airest reveló un nuevo diseño de compañía, página web y boletín.
El 11 de julio de 2013 AIREST fue certificada por la ECAA como centro de mantenimiento EASA Parte 145. La organización de mantenimiento de AIREST se centra en el trabajo de mantenimiento en línea desde el SAAB 340 hasta el 800FH (incluido). Las labores de mantenimiento en línea en Tallin comenzaron a funcionar desde el 1 de agosto de 2013. En noviembre de 2014 Airest abrió su cuarta base de mantenimiento en línea en Budapest.
En septiembre de 2014 Airest firmó un acuerdo de adquisición de un quinto SAAB 340A a su flota. Tras ser registrado como ES-LSE y recibir el nombre de "Echo" efectuará vuelos en Hungría y Rumanía.
El 15 de septiembre de 2014 Airest volaba a 14 destinos con cuatro bases de mantenimiento en línea.
Los aviones de Airest están hoy volando a Arad, Baden-Baden, Billund, Budapest, Cluj-Napoca, Gotemburgo, Helsinki, Jönköping, Madrid, Malmö, Stavanger, Estocolmo, Tampere, Tallin y Turku

## Flota
En julio de 2021, la flota de Airest se componía de:
| Saab 340 | 9 | — |  |  |  |  |
| Total    | 9 | — |  |  |  |  |

La flota de la Aerolínea posee a julio de 2021 una edad media de: 35 años.

## Flota Histórica
En febrero de 2021 la flota histórica de Airest incluía: